# Solarana
Solarana – gmina w Hiszpanii, w prowincji Burgos, w Kastylii i León, o powierzchni 16,51 km². W 2011 roku gmina liczyła 95 mieszkańców.